# Таукин, Борис Петрович
Борис Петрович Таукин — советский хозяйственный, государственный и политический деятель.

## Биография
Родился в 1926 году в поселке Красный Бор. Член КПСС.
Житель блокадного Ленинграда.
Участник Великой Отечественной войны в составе 49-го ПОГО
В 1966 — первый секретарь Колпинского райкома КПСС города Ленинграда.
В 1970—1975 — заведующий отделом городского хозяйства Ленинградского горкома КПСС.
В 1975—1977 — секретарь Ленинградского горкома КПСС.
В 1977—1988 — заместитель председателя Ленинградского горисполкома.
Делегат XXIII и XXIV съездов КПСС.
Жил в Санкт-Петербурге.

## Награды
- Орден Отечественной войны II степени (06.04.1985)
- Орден Трудового Красного Знамени (25.08.1971)
- Орден Дружбы народов (24.03.1981)